# Lew DeWitt
Pour les articles homonymes, voir DeWitt.
Lewis Calvin "Lew" DeWitt (12 mars 1938 - 15 août 1990) est un chanteur et compositeur américain, membre fondateur du groupe Statler Brothers, dont il prit sa retraite en 1982 afin de soigner la Maladie de Crohn, dont il souffrait depuis son adolescence, et dont les complications provoquèrent son décès en 1990.